# 异苞蒲公英
异苞蒲公英（学名：Taraxacum heterolepis）为菊科蒲公英属的植物，是中国的特有植物。分布于中国大陆的吉林、辽宁、黑龙江等地，生长于海拔150米至900米的地区，多生于路旁或湿地，目前尚未由人工引种栽培。